# Speicherstadt i Kontorhaus
Speicherstadt i Kontorhaus su povijesne četvrti Hamburga koja čine kompleks koji je primjer učinaka naglog rasta međunarodne trgovine u kasnom 19. i početkom 20. stoljeća. Zbog toga ih je 2015. god. UNESCO upisao na popis mjesta svjetske baštine u Europi.
Speicherstadt (njem. za „Grad skladišta”), izvorno razvijen na skupini uskih otoka na rijeci Elbi između 1885. do 1927. godine (djelomično obnovljena od 1949. do 1967.), je jedan od najvećih koherentnih povijesnih ansambala lučkih skladišta na svijetu (300.000 m²). On uključuje 15 vrlo velikih skladišnih blokova, kao i šest pomoćnih objekata i mrežu kratkih kanala koji ih povezuju. Sve zgrade stoje na uronjenim hrastovim drvenim stupovima u luci Hamburga, u HafenCity-ju, a četvrt je izgrađena od 1883. – 1927. god. Općina je izgrađena kao slobodna zonu za prijenos robe bez plaćanja carina. Tako je 2005. god. zabilježeno kako je u ovim skladištima prošla trećina svjetske trgovine tepisima, ali i kakaoa, kave, čaja, začina, pomorske opreme i električnih uređaja.
Skladišta su građena s različitim vrstama konstrukcija, ali je arhitekt Andreas Meyer stvorio jedinstven neogotički vanjski sloj od crvenih opeka s malim kulama, nišama i pocakljenih terakota ukrasa. Skladišta su višekatnice s ulazima iz vode i sa zemlje. 
Jedno od najstarijih skladišta je Kaispeicher B, danas Međunarodni pomorski muzej. Tu se nalaze i drugi muzeji kao što su: Deutsches Zollmuseum (Njemački muzej carine), Miniatur Wunderland (model željeznice), Hamburška tamnica, i Afghanisches Museum, prvi muzej posvećen afganistanskoj kulturi i povijesti. Od 2009. god. okrug i okolno područje je u rekonstrukciji.
Uz modernističku uredsku zgradu Chilehaus nalazi se četvrt Kontorhaus, područje od preko pet hektara sa šest velikih uredskih kompleksa povezanih sa zgradama lučkih poduzeća (kao što su Meßberghof,  Mohlenhof, Pressehaus i Sprinkenhof), izgrađena od 1920. do 1940-ih kao prva četvrt takve vrste u svijetu.
- Speicherstadt iz zraka
- Pročelje skladišta od opeke
- Hafenrathaus (Lučka vijećnica) u Speicherstadtu
- Chilehaus iz zraka
- Chilehaus i Sprinkenhof 1938. god.